# Ruta Provincial 1 (Santa Cruz)
La Ruta Provincial 1 es una carretera de Argentina en la provincia de Santa Cruz. Su recorrido total es de 112 km completamente de ripio. Teniendo como extremo noroeste a la Ruta Nacional 3 unos 16 km al sur de la ciudad de Río Gallegos, y en el extremo sudeste la frontera con Chile en la zona de Punta Dungeness.
Desde 2004 gran parte de esta ruta se considera parte de la Ruta 40.